# Mistrovství světa v silniční cyklistice mužů – silniční závod
Toto je listina silničního závodu mužů v silniční cyklistice na mistrovství světa s hromadným startem.
Pouze Belgičan Eddy Merckx v roce 1974, Ir Stephen Roche v roce 1987 a Tadej Pogačar v roce 2024 dokázali získat cyklistickou trojkorunu, tedy zvítězit na mistrovství světa, Tour de France a Giro d'Italia.

## Medailisté
| Rok     | Místo               | Zlato                | Stříbro                  | Bronz                    |
| ------- | ------------------- | -------------------- | ------------------------ | ------------------------ |
| MS 1927 | Nürburgring         | Alfredo Binda        | Costante Girardengo      | Domenico Piemontesi      |
| MS 1928 | Budapešť            | Georges Ronsse       | Herbert Nebe             | Bruno Wolke              |
| MS 1929 | Curych              | Georges Ronsse       | Nicolas Frantz           | Alfredo Binda            |
| MS 1930 | Lutych              | Alfredo Binda        | Learco Guerra            | Georges Ronsse           |
| MS 1931 | Kodaň               | Learco Guerra        | Ferdinand Le Drogo       | Albert Büchi             |
| MS 1932 | Řím                 | Alfredo Binda        | Remo Bertoni             | Nicolas Frantz           |
| MS 1933 | Montlhéry           | Georges Speicher     | Antonin Magne            | Marin Valentijn          |
| MS 1934 | Lipsko              | Karel Kaers          | Learco Guerra            | Gustaaf Danneels         |
| MS 1935 | Floreffe            | Jean Aerts           | Luciano Montero          | Gustaaf Danneels         |
| MS 1936 | Bern                | Antonin Magne        | Aldo Bini                | Theo Middelkamp          |
| MS 1937 | Kodaň               | Eloi Meulenberg      | Emil Kijewski            | Paul Egli                |
| MS 1938 | Valkenburg          | Marcel Kint          | Paul Egli                | Leo Amberq               |
| MS 1946 | Curych              | Hans Knecht          | Marcel Kint              | Rik Van Steenbergen      |
| MS 1947 | Remeš               | Theo Middelkamp      | Albert Sercu             | Jef Jansen               |
| MS 1948 | Valkenburg          | Briek Schotte        | Apo Lazarides            | Lucien Teisseire         |
| MS 1949 | Kodaň               | Rik Van Steenbergen  | Ferdinand Kübler         | Fausto Coppi             |
| MS 1950 | Moorslede           | Briek Schotte        | Theo Middelkamp          | Ferdinand Kübler         |
| MS 1951 | Varese              | Ferdinand Kübler     | Fiorenzo Magni           | Antonio Bevilacqua       |
| MS 1952 | Lucemburk           | Heinz Müller         | Gottfried Weilenmann     | Ludwig Hormann           |
| MS 1953 | Lugano              | Fausto Coppi         | Germain Derijcke         | Stan Ockers              |
| MS 1954 | Solingen            | Louison Bobet        | Fritz Schar              | Charly Gaul              |
| MS 1955 | Frascati            | Stan Ockers          | Jean Pierre Schmitz      | Germain Derijcke         |
| MS 1956 | Ballerup            | Rik Van Steenbergen  | Rik Van Looy             | Gerrit Schulte           |
| MS 1957 | Waregem             | Rik Van Steenbergen  | Louison Bobet            | André Darrigade          |
| MS 1958 | Remeš               | Ercole Baldini       | Louison Bobet            | André Darrigade          |
| MS 1959 | Zandvoort           | André Darrigade      | Michele Gismondi         | Noel Foré                |
| MS 1960 | Sachsenring         | Rik Van Looy         | André Darrigade          | Pino Cerami              |
| MS 1961 | Bern                | Rik Van Looy         | Nino Defilippis          | Raymond Poulidor         |
| MS 1962 | Salò                | Jean Stablinski      | Seamus Elliott           | Jos Hoevenaars           |
| MS 1963 | Ronse               | Benoni Beheyt        | Rik Van Looy             | Jo De Haan               |
| MS 1964 | Sallanches          | Jan Janssen          | Vittorio Adorni          | Raymond Poulidor         |
| MS 1965 | Lasarte             | Tom Simpson          | Rudi Altig               | Roger Swerts             |
| MS 1966 | Nürburgring         | Rudi Altig           | Jacques Anquetil         | Raymond Poulidor         |
| MS 1967 | Heerlen             | Eddy Merckx          | Jan Janssen              | Ramón Sáez               |
| MS 1968 | Imola               | Vittorio Adorni      | Herman Vanspringel       | Michele Dancelli         |
| MS 1969 | Zolder              | Harm Ottenbros       | Julien Stevens           | Michele Dancelli         |
| MS 1970 | Leicester           | Jean-Pierre Monsere  | Leif Mortensen           | Felice Gimondi           |
| MS 1971 | Mendrisio           | Eddy Merckx          | Felice Gimondi           | Cyrille Guimard          |
| MS 1972 | Gap                 | Marino Basso         | Franco Bitossi           | Cyrille Guimard          |
| MS 1973 | Barcelona           | Felice Gimondi       | Freddy Maertens          | Luis Ocaña               |
| MS 1974 | Montréal            | Eddy Merckx          | Raymond Poulidor         | Mariano Martínez         |
| MS 1975 | Yvoir               | Hennie Kuiper        | Roger De Vlaeminck       | Jean-Pierre Danguillaume |
| MS 1976 | Ostuni              | Freddy Maertens      | Francesco Moser          | Tino Conti               |
| MS 1977 | San Cristóbal       | Francesco Moser      | Dietrich Thurau          | Franco Bitossi           |
| MS 1978 | Nürburgring         | Gerrie Knetemann     | Francesco Moser          | Jorgen Marcussen         |
| MS 1979 | Valkenburg          | Jan Raas             | Dietrich Thurau          | Jean-René Beraudeau      |
| MS 1980 | Sallanches          | Bernard Hinault      | Gianbattista Baronchelli | Juan Fernández           |
| MS 1981 | Praha               | Freddy Maertens      | Giuseppe Saronni         | Bernard Hinault          |
| MS 1982 | Goodwood            | Giuseppe Saronni     | Greg LeMond              | Sean Kelly               |
| MS 1983 | Altenrhein          | Greg LeMond          | Adri van der Poel        | Stephen Roche            |
| MS 1984 | Barcelona           | Claude Criquelion    | Claudio Conti            | Steve Bauer              |
| MS 1985 | Giavera Montello    | Joop Zoetemelk       | Greg LeMond              | Moreno Argentin          |
| MS 1986 | Colorado Springs    | Moreno Argentin      | Charly Mottet            | Giuseppe Saronni         |
| MS 1987 | Villach             | Stephen Roche        | Moreno Argentin          | Juan Fernández           |
| MS 1988 | Ronse               | Maurizio Fondriest   | Martial Gayant           | Juan Fernández           |
| MS 1989 | Chambéry            | Greg LeMond          | Dmitrij Konyšev          | Sean Kelly               |
| MS 1990 | Ucunomija           | Rudy Dhaenens        | Dirk De Wolf             | Gianni Bugno             |
| MS 1991 | Stuttgart           | Gianni Bugno         | Steven Rooks             | Miguel Indurain          |
| MS 1992 | Benidorm            | Gianni Bugno         | Laurent Jalabert         | Dmitrij Konyšev          |
| MS 1993 | Oslo                | Lance Armstrong      | Miguel Indurain          | Olaf Ludwig              |
| MS 1994 | Agrigento           | Luc Leblanc          | Claudio Chiappucci       | Richard Virenque         |
| MS 1995 | Duitama             | Abraham Olano        | Miguel Indurain          | Marco Pantani            |
| MS 1996 | Lugano              | Johan Museeuw        | Mauro Gianetti           | Michele Bartoli          |
| MS 1997 | San Sebastián       | Laurent Brochard     | Bo Hamburger             | Leon Van Bon             |
| MS 1998 | Valkenburg          | Oskar Camenzind      | Peter Van Petegem        | Michele Bartoli          |
| MS 1999 | Verona              | Óscar Freire         | Markus Zberg             | Jean-Cyril Robin         |
| MS 2000 | Plouay              | Romans Vainsteins    | Zbigniew Spruch          | Óscar Freire             |
| MS 2001 | Lisabon             | Óscar Freire         | Paolo Bettini            | Andrej Hauptman          |
| MS 2002 | Zolder              | Mario Cipollini      | Robbie McEwen            | Erik Zabel               |
| MS 2003 | Hamilton            | Igor Astarloa        | Alejandro Valverde       | Peter Van Petegem        |
| MS 2004 | Verona              | Óscar Freire         | Erik Zabel               | Luca Paolini             |
| MS 2005 | Madrid              | Tom Boonen           | Alejandro Valverde       | Anthony Geslin           |
| MS 2006 | Salcburk            | Paolo Bettini        | Erik Zabel               | Alejandro Valverde       |
| MS 2007 | Stuttgart           | Paolo Bettini        | Alexandr Kolobněv        | Stefan Schumacher        |
| MS 2008 | Varese              | Alessandro Ballan    | Damiano Cunego           | Matti Breschel           |
| MS 2009 | Mendrisio           | Cadel Evans          | Alexandr Kolobněv        | Joaquim Rodríguez        |
| MS 2010 | Geelong a Melbourne | Thor Hushovd         | Matti Breschel           | Allan Davis              |
| MS 2011 | Kodaň               | Mark Cavendish       | Matthew Goss             | André Greipel            |
| MS 2012 | Valkenburg          | Philippe Gilbert     | Edvald Boasson Hagen     | Alejandro Valverde       |
| MS 2013 | Florencie           | Rui Costa            | Joaquim Rodríguez        | Alejandro Valverde       |
| MS 2014 | Ponferrada          | Michał Kwiatkowski   | Simon Gerrans            | Alejandro Valverde       |
| MS 2015 | Richmond            | Peter Sagan          | Michael Matthews         | Ramunas Navardauskas     |
| MS 2016 | Dauhá               | Peter Sagan          | Mark Cavendish           | Tom Boonen               |
| MS 2017 | Bergen              | Peter Sagan          | Alexander Kristoff       | Michael Matthews         |
| MS 2018 | Innsbruck           | Alejandro Valverde   | Romain Bardet            | Michael Woods            |
| MS 2019 | Yorkshire           | Mads Pedersen        | Matteo Trentin           | Stefan Küng              |
| MS 2020 | Imola               | Julian Alaphilippe   | Wout van Aert            | Marc Hirschi             |
| MS 2021 | Lovaň               | Julian Alaphilippe   | Dylan van Baarle         | Michael Valgren          |
| MS 2022 | Wollongong          | Remco Evenepoel      | Christophe Laporte       | Michael Matthews         |
| MS 2023 | Glasgow             | Mathieu van der Poel | Wout van Aert            | Tadej Pogačar            |
| MS 2024 | Curych              | Tadej Pogačar        | Ben O'Connor             | Mathieu van der Poel     |

### Vícenásobi mistři
| Pořadí | Jméno a stát              | Zlato | Stříbro | Bronz | Celkem | Vítězné roky     |
| ------ | ------------------------- | ----- | ------- | ----- | ------ | ---------------- |
| 1      | Alfredo Binda (ITA)       | 3     | 0       | 1     | 4      | 1927, 1930, 1932 |
| 1      | Rik Van Steenbergen (BEL) | 3     | 0       | 1     | 4      | 1949, 1956, 1957 |
| 1      | Óscar Freire (ESP)        | 3     | 0       | 1     | 4      | 1999, 2001, 2004 |
| 4      | Eddy Merckx (BEL)         | 3     | 0       | 0     | 3      | 1967, 1971, 1974 |
| 4      | Peter Sagan (SVK)         | 3     | 0       | 0     | 3      | 2015, 2016, 2017 |
| 6      | Rik Van Looy (BEL)        | 2     | 2       | 0     | 4      | 1960, 1961       |
| 6      | Greg LeMond (USA)         | 2     | 2       | 0     | 4      | 1983, 1989       |
| 8      | Freddy Maertens (BEL)     | 2     | 1       | 0     | 3      | 1976, 1981       |
| 8      | Paolo Bettini (ITA)       | 2     | 1       | 0     | 3      | 2006, 2007       |
| 10     | Georges Ronsse (BEL)      | 2     | 0       | 1     | 3      | 1928, 1929       |
| 10     | Gianni Bugno (ITA)        | 2     | 0       | 1     | 3      | 1991, 1992       |
| 12     | Briek Schotte (BEL)       | 2     | 0       | 0     | 2      | 1948, 1950       |
| 12     | Julian Alaphilippe (FRA)  | 2     | 0       | 0     | 2      | 2020, 2021       |
| 13     | Alejandro Valverde (ESP)  | 1     | 2       | 4     | 7      | 2018             |
| 14     | Learco Guerra (ITA)       | 1     | 2       | 0     | 3      | 1931             |
| 14     | Louison Bobet (FRA)       | 1     | 2       | 0     | 3      | 1954             |
| 14     | Francesco Moser (ITA)     | 1     | 2       | 0     | 3      | 1977             |
| 17     | André Darrigade (FRA)     | 1     | 1       | 2     | 4      | 1959             |
| 18     | Theo Middelkamp (NED)     | 1     | 1       | 1     | 3      | 1947             |
| 18     | Ferdinand Kübler (SUI)    | 1     | 1       | 1     | 3      | 1951             |
| 18     | Felice Gimondi (ITA)      | 1     | 1       | 1     | 3      | 1973             |
| 18     | Giuseppe Saronni (ITA)    | 1     | 1       | 1     | 3      | 1982             |
| 18     | Moreno Argentin (ITA)     | 1     | 1       | 1     | 3      | 1986             |
| 23     | Mads Pedersen (DEN)       | 1     | 0       | 0     | 1      | 2019             |
| 23     | Remco Evenepoel (BEL)     | 1     | 0       | 0     | 1      | 2022             |

### Medailisté podle zemí
- Aktualizace po MS 2024

| Pořadí | Stát                   | Zlato | Stříbro | Bronz | Celkem |
| ------ | ---------------------- | ----- | ------- | ----- | ------ |
| 1      | Belgie                 | 27    | 13      | 12    | 52     |
| 2      | Itálie                 | 19    | 21      | 16    | 56     |
| 3      | Francie                | 10    | 13      | 15    | 38     |
| 4      | Nizozemsko             | 8     | 5       | 7     | 20     |
| 5      | Španělsko              | 6     | 6       | 12    | 24     |
| 6      | Švýcarsko              | 3     | 6       | 6     | 15     |
| 7      | Spojené státy americké | 3     | 2       | 0     | 5      |
| 8      | Slovensko              | 3     | 0       | 0     | 3      |
| 9      | Německo                | 2     | 7       | 6     | 15     |
| 10     | Spojené království     | 2     | 1       | 0     | 3      |
| 11     | Austrálie              | 1     | 5       | 3     | 9      |
| 12     | Dánsko                 | 1     | 3       | 3     | 7      |
| 13     | Norsko                 | 1     | 2       | 0     | 3      |
| 14     | Irsko                  | 1     | 1       | 3     | 5      |
| 15     | Polsko                 | 1     | 1       | 0     | 2      |
| 16     | Slovinsko              | 1     | 0       | 2     | 3      |
| 17     | Lotyšsko               | 1     | 0       | 0     | 1      |
| 17     | Portugalsko            | 1     | 0       | 0     | 1      |
| 17     | Dánsko                 | 1     | 2       | 3     | 6      |
| 19     | Rusko                  | 0     | 3       | 1     | 4      |
| 20     | Lucembursko            | 0     | 2       | 2     | 4      |
| 21     | Kanada                 | 0     | 0       | 2     | 2      |
| 22     | Litva                  | 0     | 0       | 1     | 1      |